# موقف المملكة المتحدة من الحرب الأهلية الأمريكية
تبنت المملكة المتحدة البريطانية العظمى وأيرلندا موقفًا رسميًا محايدًا خلال الحرب الأهلية الأمريكية (1861-1865). اعترفت قانونيًا بالوضع الحربي بين الولايات الكونفدرالية الأمريكية لكنها لم تعترف بها قط بصفتها أمّة، ولم توقع على أي معاهدة معها ولم تتبادل السفراء مطلقًا. توقفت أكثر من 90% من التجارة الكونفدرالية مع بريطانيا؛ ما تسبب في نقص حاد في القطن بحلول عام 1862. دعمت بريطانيا منفذي الحصار الذين أرسلوا الذخيرة والكماليات إلى موانئ الكونفدرالية في مقابل القطن والتبغ. ناقش كبار المسؤولين البريطانيين عرض التوسط في أول 18 شهرًا، وهو ما أرادته الكونفدرالية لكن الولايات المتحدة رفضت بشدة.
مالت النخبة البريطانية إلى دعم الكونفدرالية، لكن الشعب كان يميل إلى دعم الولايات المتحدة أو الاتحاد. استمرت التجارة الواسعة بين بريطانيا والولايات المتحدة. شحنت الولايات المتحدة الحبوب إلى بريطانيا وأرسلت بريطانيا المواد والذخائر المصنعة إلى الولايات المتحدة. واستمرت الهجرة إلى الولايات المتحدة حيث تطوع العديد من البريطانيين في جيشها. انخفضت التجارة البريطانية مع الكونفدرالية أكثر من 90٪ مقارنة بفترة ما قبل الحرب، بوجود كمية صغيرة من القطن الذي صُدّر إلى بريطانيا وبعض الذخائر والسلع الكمالية التي مرّت من قبل العديد من منفذي الحصار. أدارت بريطانيا وموّلت الحصار. وكان الحصار قانونيًا بموجب القانون الدولي، فلم يتسبب بأي نزاع بين الولايات المتحدة وبريطانيا.
استندت إستراتيجية الكونفدرالية في ضمان الاستقلال إلى حد كبير على أمل تدخل بريطانيا وفرنسا عسكريًا. لم يحدث ذلك أبدًا؛ لأن الولايات المتحدة هددت بالحرب التي ستقطع الكثير من الإمدادات الغذائية عن بريطانيا. اندلع نزاع دبلوماسي خطير حول قضية ترينت في أواخر عام 1861 ولكنها حُلّت سلميًا بعد خمسة أسابيع.
كان التدخل البريطاني محتملًا فقط بالتعاون مع فرنسا التي امتلكت مشروعًا إمبرياليًا في المكسيك (الحرب الفرنسية المكسيكية). لم يعد التدخل مطروحًا بشكل جدي بحلول أوائل عام 1863، إذ تحولت أنظار بريطانيا إلى مكان آخر خصوصًا تجاه روسيا واليونان.
كانت هناك مشكلة طويلة الأمد تعلقت بمبيعات السفن الحربية إلى الكونفدرالية (إذ بنى حوض بناء السفن البريطاني جون ليرد وأولاده سفينتين حربيتين للكونفدرالية) بسبب احتجاجات عنيفة من الولايات المتحدة. عرفت باسم تعويضات ألباما، حُلَّ الخلاف سلميًا بعد الحرب الأهلية عندما منحت الولايات المتحدة 15.5 مليون دولار بحكم من محكمة دولية تعويضًا عن الأضرار الناجمة عن السفن الحربية.

## السياسات الكونفدرالية
سيطر شعار هيمنة القطن على الرأي الكونفدرالي بقيادة الرئيس جيفرسون ديفيس، وهو فكرة أن الاعتماد البريطاني على القطن في صناعة النسيج سيؤدي إلى اعتراف دبلوماسي بهم أو تدخل عسكري. لم يرسل الكونفدراليون وكلاء للتأكد من أن سياسة هيمنة القطن ستكون فعالة. بل أوقفوا شحنات القطن إلى أوروبا في ربيع عام 1861 بسبب الطلب الشعبي، لا من خلال الإجراءات الحكومية. وعندما وصل الدبلوماسيون الكونفدراليون حاولوا إقناع الزعماء البريطانيين بأن الحصار البحري الأمريكي كان حصارًا غير قانوني. كتب المؤرخ تشارلز هوبارد:
«ترك ديفيس مسؤولية إدارة السياسة الخارجية للآخرين في الحكومة، وبدلاً من تطوير جهد دبلوماسي نشيط توجهوا إلى توقع الأحداث لتحقيق الأهداف الدبلوماسية. كان الرئيس الجديد ملتزمًا بفكرة أن القطن سيضمن الاعتراف والشرعية من قوى أوروبا. اختار ديفيس وزير الخارجية والمبعوثين إلى أوروبا تبعًا لأسباب سياسية وشخصية لا لإمكاناتهم الدبلوماسية. كان ذلك بسبب الاعتقاد بأن القطن يمكن أن يحقق أهداف الكونفدرالية بمساعدة قليلة من الدبلوماسيين الكونفدراليين». 
وأضاف هوبارد أن سياسة ديفيس كانت عنيدة مبنية على التهديد. قاوم الأوروبيون استراتيجيةَ هيمنة القطن. نوّه وزير الحرب يهوذا بنيامين ووزير الخزانة كريستوفر ميمينجر إلى ضرورة تصدير القطن على الفور لبناء ائتمانات أجنبية.

## سياسات الاتحاد
هدِف الاتحاد المتعلق بالشؤون الخارجية إلى الحفاظ على العلاقات الودية والتجارة واسعة النطاق مع العالم ومنع أي اعتراف رسمي بالكونفدرالية من قبل أي بلد وخاصة بريطانيا. شملت المخاوف الأخرى منع الكونفدرالية من شراء سفن حربية أجنبية، والحصول على دعم أوروبي للسياسات المناهضة للعبودية، وجذب العمال المهاجرين والمزارعين والجنود. كان هناك تحسن مستمر في العلاقات الإنجليزية الأمريكية خلال الخمسينيات من القرن التاسع عشر. حُلّت جميع قضايا أوريغون وتكساس والحدود بين الولايات المتحدة والمستعمرات البريطانية، وانتعشت التجارة. تطلع وزير الخارجية ويليام سيوارد وهو المخطط الرئيس للسياسة الخارجية الأمريكية خلال الحرب إلى الحفاظ على مبادئ السياسة التي خدمت البلاد بشكل جيد منذ الثورة الأمريكية: «عدم تدخل الولايات المتحدة في شؤون الدول الأخرى، ومقاومة التدخل الأجنبي في شؤون الولايات المتحدة والدول الأخرى في هذا النصف من الكرة الأرضية».

## العبودية
نشأت الولايات الكونفدرالية بعد انفصال سبع من أصل عشر دول من دول العبودية الخمسين بسبب انتخاب الرئيس الجمهوري لينكولن الذي التزم حزبه بتحديد العبودية جغرافيًا وإضعاف القوة السياسية لمالكي العبيد. كانت العبودية ركنًا أساسيًا لاقتصاد المزارع في الجنوب على الرغم من أنها كانت مكروهة بسبب الحساسية الأخلاقية لمعظم الناس في بريطانيا الذين ألغوا العبودية في إمبراطورتيها في عام 1833. حتى نهاية عام 1862 لم يكن انتهاء العبودية سببًا في الحرب بل سمحت بعض ولايات الاتحاد (كنتاكي وماريلاند وميزوري وديلاوير وغرب فرجينيا) بالعبودية. سعى ميسوري في عام 1861 إلى تسليم عبد هرب من كندا ليواجه محاكمة بتهمة القتل ارتكبها في رحلته والتي اعتقد البعض في بريطانيا خطأً أن العقوبة ستكون الحرق على قيد الحياة.
جعل إعلان تحرير العبيد الذي أصدره لينكولن في شكله الأولي في سبتمبر عام 1862 إنهاء العبودية هدفًا للحرب، وتسبب في رفض التدخل الأوروبي على جانب الجنوبي شعبيًا. وتوقع بعض القادة البريطانيين أن يتسبب ذلك في صراع عرقي واسع النطاق وتدخل أجنبي. ثم تحدث القادة المؤيدون للجنوب في بريطانيا عن الوساطة، إذ فهموا أنها تعني استقلال الكونفدرالية واستمرار العبودية.